# Список послов США в Афганистане

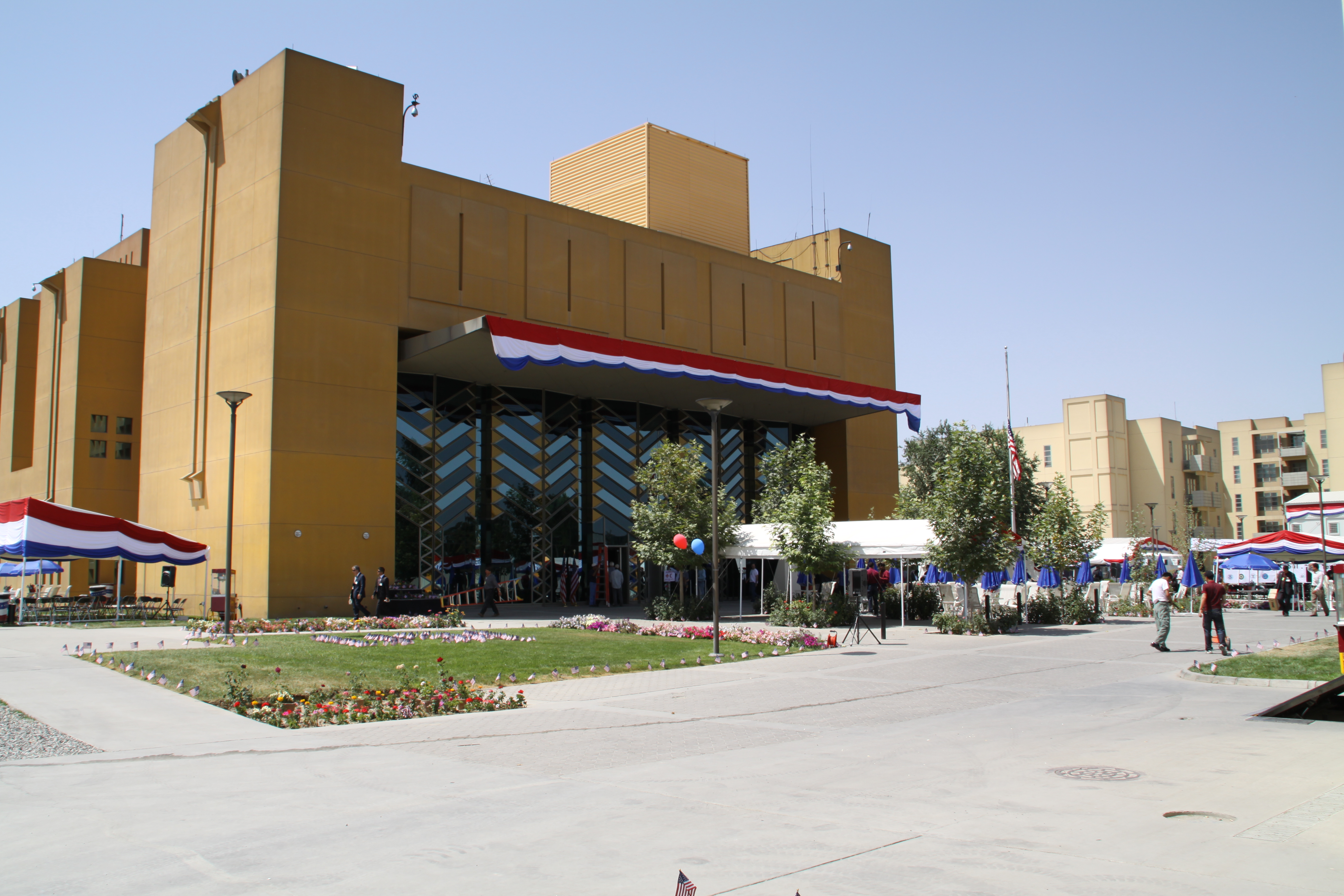
Посольство США в Кабуле. 2010 год.

Посо́л Соединё́нных Шта́тов Аме́рики в Афганиста́не является официальным дипломатическим представителем США в Афганистане. Вслед за захватом Кабула талибами в 2021 году, Посольство США приостановило своё дипломатическое присутствие в Кабуле и стало вести работу на афганском направлении из Дохи. С 31 декабря 2021 года секция интересов США в посольстве Катара в Кабуле выполняет функции защиты власти США в Афганистане.
США признали Афганистан, затем под властью короля Амануллы-хана 26 июля 1921 года. Дипломатические отношения были установлены в 1935 году. Первым послом, назначенным в Афганистан, был Уильям Горнибрук, Он совмещал этот пост с работой в Персии, где у него была штаб-квартира. До 1942 года посол США в Персии (затем — Иране) был также послом в Афганистане. Посольство США в Кабуле было создано 6 июня 1942 года, его работу возглавил Чарльз Тайер в ранге временно исполняющего обязанности поверенного в делах. Корнелиус Ван Хемерт Энгерт вручил верительные грамоты правительству Афганистана 2 июля 1942 года в качестве первого посланника, аккредитованного исключительно в Афганистане.
Посол Адольф Дабс был убит в результате неудачной попытки похищения в 1979 году. В течение следующих десяти лет посол не назначался; только ряд поверенных в делах представляли США в Кабуле. Посольство в Кабуле было закрыто 30 января 1989 года из-за опасений, что новый режим не сможет поддерживать безопасность и защищать дипломатов после окончательного вывода советских войск из страны.
После свержения правительства талибов связное отделение США в Кабуле открылось 17 декабря 2001 года с послом Джеймсом Доббинсом. Соединенные Штаты признали Временную администрацию Афганистана 22 декабря 2001 года, которая приняла на себя полномочия представлять Афганистан во внешних отношениях. Посольство вновь открылось 17 января 2002 года с Райаном Крокером.

## Список послов
| Посол | Фото                             | Ранг                                         | Начало миссии    | Верительные грамоты | Окончание миссии | Примечания |
| --- | -------------------------------- | -------------------------------------------- | ---------------- | ------------------- | ---------------- | --- |
| Уильям Горнибрук |                                  | Чрезвычайный посланник и Полномочный министр | 22 января 1935   | 4 мая 1935          | 16 марта 1936    | |
| Луис Дрейфус |                                  | Чрезвычайный посланник и Полномочный министр | 16 февраля 1940  | 19 мая 1941         | 25 июля 1942     | Представительство в Кабуле было открыто 6 июня 1942 года Чарльзом Тайером в качестве временного поверенного в делах.                                                                |
| Корнелиус Ван Хемерт Энгерт |                                  | Чрезвычайный посланник и Полномочный министр | 2 мая 1942       | 2 июля 1942         | 17 августа 1945  | |
| Илай Палмер |                                  | Чрезвычайный посланник и Полномочный министр | 9 февраля 1945   | 6 декабря 1945      | 6 мая 1948       | Во время пребывания Палмера на посту посланника миссия была повышена до статуса посольства 5 июня 1948 года, когда Палмер вручил свои верительные грамоты афганскому правительству. |
| Илай Палмер | Чрезвычайный и Полномочный посол | 6 мая 1948                                   | 5 июня 1948      | 18 ноября 1948      |                  | |
| Луис Дрейфус |                                  | Чрезвычайный и Полномочный посол             | 21 апреля 1949   | 16 августа 1949     | 19 января 1951   | |
| Джордж Меррелл |                                  | Чрезвычайный и Полномочный посол             | 19 апреля 1951   | 28 июня 1951        | 3 мая 1952       | |
| Ангус Уорд |                                  | Чрезвычайный и Полномочный посол             | 27 июня 1952     | 8 ноября 1952       | 3 марта 1956     | |
| Шелдон Миллз |                                  | Чрезвычайный и Полномочный посол             | 28 марта 1956    | 6 мая 1956          | 3 февраля 1959   | |
| Генри Байроуд |                                  | Чрезвычайный и Полномочный посол             | 29 января 1959   | 21 марта 1959       | 19 января 1962   | |
| Джон Стивс |                                  | Чрезвычайный и Полномочный посол             | 7 февраля 1962   | 20 марта 1962       | 21 июля 1966     | |
| Роберт Ньюман |                                  | Чрезвычайный и Полномочный посол             | 3 ноября 1966    | 19 февраля 1967     | 10 сентября 1973 | |
| Теодор Элиот |                                  | Чрезвычайный и Полномочный посол             | 20 сентября 1973 | 21 ноября 1973      | 14 июня 1978     | |
| Адольф Дабс |                                  | Чрезвычайный и Полномочный посол             | 27 июня 1978     | 12 июля 1978        | 14 февраля 1979  | 14 февраля 1979 года похищен в Кабуле и убит в перестрелке. |
| Брюс Амстуц |                                  | Поверенный в делах                           |                  | 14 февраля 1979     | февраль 1980     | |
| Готорн Миллз |                                  | Поверенный в делах                           |                  | февраль 1980        | январь 1982      | |
| Чарльз Данбар |                                  | Поверенный в делах                           |                  | январь 1982         | июнь 1983        | |
| Эдвард Хёрвиц |                                  | Поверенный в делах                           |                  | июнь 1983           | март 1986        | |
| Джеймс Илум |                                  | Поверенный в делах                           |                  | март 1986           | сентябрь 1987    | |
| Йон Глассман |                                  | Поверенный в делах                           |                  | сентябрь 1987       | 30 января 1989   | |
| Посольство США в Кабуле было закрыто в январе 1989 года. Специальным посланником США в Афганистане при Северном альянсе с 1989 по 1992 год был Питер Томсен. Посольство было вновь открыто 17 января 2002 года.   |                                  |                                              |                  |                     |                  | |
| Джеймс Доббинс |                                  | Посол (ответственный за открытие Посольства) |                  | 17 декабря 2001     | 2 января 2002    | |
| Райан Крокер |                                  | Поверенный в делах                           | 2 января 2002    | неизвестно          | 3 апреля 2002    | |
| Роберт Финн |                                  | Чрезвычайный и Полномочный посол             | 21 марта 2002    | 3 апреля 2002       | 1 августа 2004   | |
| Залмай Халилзад |                                  | Чрезвычайный и Полномочный посол             | 17 августа 2004  | 28 сентября 2004    | 20 июня 2005     | |
| Рональд Ньюман |                                  | Чрезвычайный и Полномочный посол             | 27 июня 2005     | 1 августа 2005      | 10 апреля 2007   | |
| Уильям Вуд |                                  | Чрезвычайный и Полномочный посол             | 28 марта 2007    | 16 апреля 2007      | 9 апреля 2009    | |
| Карл Эйкенберри |                                  | Чрезвычайный и Полномочный посол             | 3 апреля 2009    | 21 мая 2009         | 25 июля 2011     | |
| Райан Крокер |                                  | Чрезвычайный и Полномочный посол             | 7 июля 2011      | 25 июля 2011        | 13 июля 2012     | |
| Джеймс Каннингем |                                  | Чрезвычайный и Полномочный посол             | август 2012      | 13 августа 2012     | 7 декабря 2014   | |
| Питер Мак-Кинли |                                  | Чрезвычайный и Полномочный посол             | декабрь 2014     | 6 января 2015       | 18 декабря 2016  | |
| Хьюго Лоренс |                                  | Чрезвычайный и Полномочный посол             |                  | 19 декабря 2016     | 17 ноября 2017   | |
| Джон Басс |                                  | Чрезвычайный и Полномочный посол             | 28 сентября 2017 | 12 декабря 2017     | 6 января 2020    | |
| Росс Уилсон |                                  | Поверенный в делах                           | 18 января 2020   |                     | 31 августа 2021  | |
| После захвата Кабула талибами Посольство США в Кабуле перенесло свою миссию в Доху. С 31 декабря 2021 года секция интересов США при посольстве Катара в Кабуле выполняет функции защитной силы США в Афганистане. |                                  |                                              |                  |                     |                  | |
| Йен Мак-Кэри |                                  | Поверенный в делах                           | 31 августа 2021  |                     | 31 июля 2022     | |
| Кэрен Декер |                                  | Поверенный в делах                           | 1 августа 2022   |                     | в должности      | |